# Alexander Bah
Alexander Bah (Årslev, Dinamarca, 9 de diciembre de 1997) es un futbolista danés que juega de centrocampista en el S. L. Benfica de la Primeira Liga.

## Selección nacional
Es internacional con la selección de fútbol de Dinamarca. Fue internacional sub-20 y sub-21 antes de convertirse en internacional absoluto el 11 de noviembre de 2020, en un partido amistoso frente a la selección de fútbol de Suecia, en el que, además, se estrenó como goleador con Dinamarca, al hacer uno de los dos goles de su selección, que les sirvió para derrotar a Suecia por 2-0.

### Participaciones en Copas del Mundo
| Mundial                        | Sede  | Resultados   | Partidos | Goles |
| ------------------------------ | ----- | ------------ | -------- | ----- |
| Copa Mundial de Fútbol de 2022 | Catar | Primera fase | 2        | 0     |

### Participaciones en Eurocopas
| Copa          | Sede     | Resultado        | Partidos | Goles |
| ------------- | -------- | ---------------- | -------- | ----- |
| Eurocopa 2024 | Alemania | Octavos de final | 4        | 0     |

## Estadísticas

### Clubes
Actualizado al último partido disputado el 2 de noviembre de 2024.
| Club                                 | Div.          | Temporada     | Liga  | Liga  | Copas nacionales | Copas nacionales | Copas internacionales | Copas internacionales | Total | Total |
| Club                                 | Div.          | Temporada     | Part. | Goles | Part.            | Goles            | Part.                 | Goles                 | Part. | Goles |
| ------------------------------------ | ------------- | ------------- | ----- | ----- | ---------------- | ---------------- | --------------------- | --------------------- | ----- | ----- |
| Næsby B. K. Dinamarca                | 3.ª           | 2015-16       | 16    | 0     | 0                | 0                | ―                     | ―                     | 16    | 0     |
| Næsby B. K. Dinamarca                | 3.ª           | 2016-17       | 1     | 0     | 0                | 0                | ―                     | ―                     | 1     | 0     |
| Næsby B. K. Dinamarca                | Total club    | Total club    | 17    | 0     | 0                | 0                | 0                     | 0                     | 17    | 0     |
| H. B. Køge Dinamarca                 | 2.ª           | 2016-17       | 27    | 4     | 4                | 0                | ―                     | ―                     | 31    | 4     |
| H. B. Køge Dinamarca                 | 2.ª           | 2017-18       | 30    | 3     | 3                | 1                | ―                     | ―                     | 33    | 4     |
| H. B. Køge Dinamarca                 | 2.ª           | 2018-19       | 2     | 1     | 0                | 0                | ―                     | ―                     | 2     | 1     |
| H. B. Køge Dinamarca                 | Total club    | Total club    | 59    | 8     | 7                | 1                | 0                     | 0                     | 66    | 9     |
| SønderjyskE Dinamarca                | 1.ª           | 2018-19       | 23    | 2     | 3                | 1                | ―                     | ―                     | 25    | 3     |
| SønderjyskE Dinamarca                | 1.ª           | 2019-20       | 29    | 1     | 5                | 0                | ―                     | ―                     | 34    | 1     |
| SønderjyskE Dinamarca                | 1.ª           | 2020-21       | 12    | 4     | 0                | 0                | 1                     | 0                     | 13    | 4     |
| SønderjyskE Dinamarca                | Total club    | Total club    | 64    | 7     | 8                | 1                | 1                     | 0                     | 73    | 8     |
| S. K. Slavia Praga · República Checa | 1.ª           | 2020-21       | 17    | 1     | 3                | 0                | 6                     | 0                     | 26    | 1     |
| S. K. Slavia Praga · República Checa | 1.ª           | 2021-22       | 26    | 3     | 1                | 0                | 15                    | 3                     | 42    | 6     |
| S. K. Slavia Praga · República Checa | Total club    | Total club    | 43    | 4     | 4                | 0                | 21                    | 3                     | 68    | 7     |
| S. L. Benfica Portugal               | 1.ª           | 2022-23       | 28    | 1     | 4                | 0                | 10                    | 0                     | 42    | 1     |
| S. L. Benfica Portugal               | 1.ª           | 2023-24       | 19    | 2     | 4                | 0                | 9                     | 0                     | 32    | 2     |
| S. L. Benfica Portugal               | 1.ª           | 2024-25       | 7     | 0     | 1                | 0                | 3                     | 1                     | 11    | 1     |
| S. L. Benfica Portugal               | Total club    | Total club    | 54    | 3     | 9                | 0                | 22                    | 1                     | 85    | 4     |
| Total carrera                        | Total carrera | Total carrera | 237   | 22    | 28               | 2                | 44                    | 4                     | 309   | 28    |

## Palmarés

### Títulos nacionales
| Título                               | Club          | País            | Año  |
| ------------------------------------ | ------------- | --------------- | ---- |
| Copa de Dinamarca                    | SønderjyskE   | Dinamarca       | 2020 |
| Liga de Fútbol de la República Checa | Slavia Praga  | República Checa | 2021 |
| Copa de la República Checa           | Slavia Praga  | República Checa | 2021 |
| Primeira Liga                        | S. L. Benfica | Portugal        | 2023 |
| Supercopa de Portugal                | S. L. Benfica | Portugal        | 2023 |
| Copa de la Liga de Portugal          | S. L. Benfica | Portugal        | 2025 |